# Bodysnatchers
"Bodysnatchers" é uma canção do álbum de 2007 In Rainbows, da banda britânica Radiohead, que foi lançada como o terceiro single do álbum conjuntamente com a canção "House of Cards".

## Faixas
Promo CD
1. "House of Cards" (radio edit)
2. "Bodysnatchers"

## Posição nas paradas musicais
| Parada (2008)                                 | Melhor posição |
| --------------------------------------------- | -------------- |
| Canadá Rock (Billboard)                       | 22             |
| Estados Unidos (Modern Rock Tracks Billboard) | 8              |